# ジョージ・ツワイク
ジョージ・ツワイク（George Zweig, 1937年5月30日-　）はアメリカ合衆国の物理学者、後に神経生理学者である。マレー・ゲルマン、ユヴァル・ネーマンとは独立して、クォーク模型を提案した。

## 業績
カリフォルニア工科大学でリチャード・P・ファインマンのもとで物理学を学んだ。1964年、マレー・ゲルマン、ユヴァル・ネーマンとは独立して、クォーク模型を提案した。ツワイクはこれらの素粒子が4つある素粒子のうちの3つであることを予測して、「エース」という名前をつけたが、クォークが一般的呼称となった。1970年代初めまでカリフォルニア工科大学で理論物理を研究したが、その後神経生理学の分野に転じ、特に聴覚の研究を行った。1975年に連続ウェーブレット変換を考案した。1981年マッカーサー賞、2015年のJ・J・サクライ賞を受賞した。